# Corcovadisca
Corcovadisca is een geslacht van wantsen uit de familie van de Miridae (Blindwantsen). Het geslacht werd voor het eerst wetenschappelijk beschreven door José Cândido de Melo Carvalho in 1989.

## Soorten
Het genus is monotypisch en bevat alleen de volgende soort:

- Corcovadisca brevirostris (Carvalho & Schaffner, 1973)